# Дитячий фольклор
Дитячий фольклор — багатожанрова система, що складається із прозових, речитативних, пісенних та ігрових творів.

## Види дитячого фольклору
До дитячого фольклору зараховують як творчість самих дітей, так і твори, що виконуються для дітей дорослими. Такий поділ виникає з того, що ігрові і ритміко-інтонаційні можливості дітей залежать від віку. У ранньому віці (з перших днів народження і десь до трьох — трьох з половиною років) емоційний, моторний і розумовий розвиток дитини лежить цілком на обов'язку дорослих. Дорослі виконують для дітей раннього віку колискові пісні та різні забавлянки (утішки).
Другу частину дитячого фольклору становлять твори, виконувані дітьми середнього і старшого віку. До них належать твори, що співаються або ритмічно промовляються: ігрові пісні, дражнилки, лічилки, небилиці, заклички, жартівливі пісні, а також прозові приповідки, скоромовки, загадки, казки. Частина з них складена дорослими для дітей, але велика кількість — це творчість самих дітей.

## Термінологія
Г. С. Виноградов, як один зі знавців народної педагогіки, що першим почав широко вживати термін «дитячий фольклор», наголошував, що ним доцільно позначати твори, складені самими дітьми, а також поезію пестування (невеликі ліричні твори, які примовляють дорослі. пестячи дітей). Дещо пізніше до цього виду словесності долучили колискові пісні (хоч дехто з учених дотепер вважає їх розрядом родинно-побутової лірики). Також було спостережено, що деякі жанри народної словесності, які побутували у середовищі дорослих, втративши своє первісне утилітарне призначення і сакральне значення, у дещо видозміненому, спрощеному вигляді перейшли у сферу дитячого фольклору. Усі дослідники одностайні, що до дитячого фольклору відносяться і твори дітей, і твори для дітей, складені дорослими. Основним критерієм відбору є функціональний аспект: твори, які виконуються лише у дитячому середовищі, а також ті, які не передбачають інших слухачів і виконуються дорослими тільки для дитини. Дитячий фольклор має свою специфіку: відповідає віковим особливостям дітей у виборі тем, образів, ідей; характеризується поєднанням словесного матеріалу з елементами гри, супровідними рухами; у багатьох творах проявляється виражене виховне спрямування.

## Поділ за жанрами
Усі жанри дитячого фольклору умовно можна поділити на три групи:
- тексти, створені дорослими для дітей;
- твори, які перейшли у дитячий фольклор із загального фольклорного доробку;
- твори самих дітей.

В окремих випадках чітка межа між ними стирається, тобто є жанри, які не можна однозначно зарахувати в ту чи іншу групу. Кожна з цих груп, виділена на основі походження жанрів, має свої особливості, поділяється на менші підгрупи і цикли відповідно до інших рис… Спільна риса їх усіх — дитяча тематика, вони виконуються тільки для дитини, переважно немовляти, чи віком до 4-5 років.

## Колискова пісня
Колискові пісні — жанр народної родинної лірики, специфічний зміст і форма якої функціонально зумовлені присиплянням дитини в колисці. Визначальний у колисковій пісні не смисловий, а звуковий (ритмо-мелодійний) компонент. Це переважно коротенькі пісеньки, виконуються матір'ю (рідше батьком чи іншими членами родини) над колискою дитини для того, щоб її приспати.
Ритм і темп — зумовлені темпом гойдання. Мелодія — наспівна, нескладна. Мета колисанки — відповідними рухами, монотонним співом і приємними дитині словесними образами спонукати до сну малого слухача. Музична і словесна форма та самий зміст колисанки вказують на прадавнє її походження, на його спорідненість із магічними навіюваннями — замовляннями.
Колискова пісня — термін фольклористичний. У народі ще й зараз вживають дієслівних форм: співати при колисці або співати кота. Вислів «співати кота» виник із звичаю, коли у нову колиску клали кота, гойдали його і наспівували при цьому колискової пісні. А після цього ритуалу клали до колиски дитину і співали їй, доки вона не засинала.
Колискові пісні виділяються в окремий цикл, тому що мають чітко окреслені тематику і функцію, вони призначені тільки для одного слухача — дитини і мають тільки одного виконавця — матір або близьку людину.

### Функції колискових пісень[5]
- практично-побутова,
- пізнавальна,
- емоційна,
- морально-етична,
- психотерапевтична,
- формування естетичного чуття.

### Види колискових
Поряд з традиційними колисанками побутують імпровізовані. Вони мало зафіксовані фольклористами саме через свою імпровізаційність. У функції колисанок можуть побутувати твори інших жанрів: родинно-побутова, суспільно-побутова пісня, балада.

### Особливості виконання
Виконання колискових пісень відрізняється від виконання «дорослого» мелосу. Особливість співу залежить від втоми матері, її настрою чи роботи, яку вона могла зазвичай виконувати паралельно із заколисуванням (вишивання, прядіння, в'язання). Колисанко вий зворот на зразок «а-а-а», «баю-баю-баю», «люлі, люлі, люлі» є мелодичним розспівом-вокалізацією, який набуває розширеного вигляду і переростає в регулярний приспів, який імітує ритм погойдування. Повторюваність по співок та коливально-спадковий рух сприяють виконанню колисковими піснями їх головного призначення — заколисувати і заспокоювати немовля.

### Давні вірування
Найстійкішим мотивом в українських колискових піснях є закликання чи запрошення сну до дитини. Сон уявляли наші предки як істоту, яка може увійти в людину і вийти з неї, може заспокоїти, приспати, ввести в стан абсолютного спокою. У давнину сон сприймався як невластивий людині фізичний стан, що настає в результаті дії якихось сил, духів. Такими силами є антропоморфічні образи Сну та дрімоти, до яких і звертається мати в колискових піснях.
Сон та Дрімота уподібнюються до людей, вони ходять, співають, ділять обов'язки («ти будеш колихати, а я буду присипляти»)
Колискові пісні і образно-тематичною структурою, і інтонаційно-ритмічною будовою споріднені із замовляннями. Як колискові пісні, так і замовляння виголошуються речитативом, напівпошепки. Це розмова, яка мусить іти тихо, плавно, не порушуючи гармонії, тихої музики сфер, це діалог зі Всесвітом, душі і серця.

### Замовляння та колискові пісні мають такі спільні риси[6]
- і колискові пісні, і замовляння виникли в період, коли відбувся остаточний перехід від мисливства до землеробства, коли матріархат прийшов на зміну патріархату, коли жінка вшановувалася як символ родючості… і владно входили в духовне життя людей культи вогню… води, землі-годувальниці, сонця, місяці, зернових культур та виробів з них;
- колискова пісня має таку ж магічну функцію, що й замовляння, — привернути певну якість чи дію, свідченням чого є словесні формули побажання дитині;
- і в замовляннях. і в колискових піснях персонажами виступають магічні істоти (Сон-Дрімота, «спання»), тотемні тварини (гулі, кіт, чайка, зозуля);
- як і в замовляннях. так і в колискових піснях мова звернена до всього білого Світу: пташок, котика, калини, берези, вітру;
- в обох жанрах оповідь розгортається за аналогією, бажане повинно стати дійсністю, слово — ділом…
- інтонаційно-ритмічна будова колискових пісень подібна до інтонаційно-ритмічної будови замовлянь.

### Міжжанровий зв'язок
Колисанка літературна — ліричний жанр, генетично пов'язаний з фольклорною піснею, що виконується над колискою дитини.
Тематичний репертуар колисанок літературних значно ширший за фольклорні, позаяк він не обмежується утилітарною функцією, хоча й широко містить у собі традиційні колискові мотиви… Колисанка літературна нерідко використовує стильові ознаки свого фольклорного аналога: монологічну форму звернення до немовляти, «персоніфікований» діалог, анафору, поетичний паралелізм, постійні епітети, обов'язкові композиційні повторення… Псевдофольклоризація включає в себе й ритмо-мелодійні фігури, які мають імітувати темп колискового гойдання (найуживанішим є 4-стоповий хорей).

## Утішки
Забавлянки, або утішки, потішки, чукикалки — жанр дитячого фольклору, коротесенькі пісеньки чи віршики гумористичного, жартівливого змісту ігрової спрямованості. Вони активізують (стимулюють) єдність слова та моторики дитини, не тільки супроводяться відповідними рухами, а й розвивають мовлення дитини. Незважаючи на свою простоту, забавлянки позначені евфонічною культурою, сприяють жвавому спілкуванню з довкіллям, привчають до чуття прекрасного.
Потішки або утішки — невеликі віршики, які промовляють дитині перед тим, як кладуть спати. Їхнє призначення — заспокоїти дитину, вплинути на її психічний стан, щоб вона швидше заснула.

## Забавлянки
Найбільшу групу забавлянок становлять пестушки — коротенькі віршики, які виконуються у поєднанні із своєрідними рухами чи вправами, якими дорослий пестить дитину, підбадьорює, спонукає до певного виду діяльності і таке інше.
Наприклад:
```
Ладусі, ладусі,
А де були?
У бабусї.
А що їли?
Кашку.
А що пили?
Бражку.
Кашку поїли,
Бражку попили.
Ізнялися, полетїли
На головку сїли.
 Шу!
```

## Чукикалки
Окрему групу забавлянок становлять твори, які виконуються дорослими під час підкидання дитини на коліні або нозі. Народна назва таких творів — чукикалки….
Визначальне місце в художній тканині більшості забавлянок належить звуковому оформленню, яке виявляється в численних алітераціях, асонансах, звуконаслідуваннях — прямих і таких, що набрали форм повнозначних частин мови. Інколи евфонічні прийоми пов'язані зі змістом твору. В більшості ж випадків вони надають йому наспівності, особливого звучання, що важливо саме для цього жанру, оскільки для немовлят значення слів ще лишається недоступним, і сприймають вони лише загальне звучання твору" (Наталія Сивачук).

## Заклички
Заклички — короткі поетичні твори, пов'язані з вірою давніх людей в магічну дію слова, в яких звучать звертання до природних явищ, стихій, об'єктів, з метою вплинути на погоду, довкілля чи саму людину.

## Примовки
Примовки подібні до закличок, але не містять звертання із безпосередньо висловленим проханням, виражають почуття, викликані якимось явищем (наприклад «сліпим» дощем) чи вказують на бажання, не називаючи його.

## Звуконаслідування
Звуконаслідування ще називають ономатопеєю, що означає імітацію засобами мови різних позамовних звукових явищ (дзижчати, гавкати, кудкудакати, туркотіти тощо). Цей вид дитячого фольклору відбив у своїй суті прагнення дитини до гри звуком, бажання наслідувати інтонації середовища, музику навколишнього світу, що відображаються здебільшого в поетичній формі.

## Скоромовки
Скоромовка — поетичний жанр, живлений джерелами дитячого фольклору, зумовлений потребами етнопедагогіки. В основі скоромовки — дотепна гра спеціально скомпонованих важковимовних слів, призначена для тренування артикуляційного апарату дитини".
В українському дитинознавстві серед безлічі засобів, за допомогою яких виправляються дефекти мови, одним із найефективніших є скоромовки (спотиканки, скороговорки) — невеликі за розміром твори гумористичного спрямування, головне призначення яких — домогтися правильної вимови важких для дитини звуків, позбутися дефектів мови.
Скоромовки бувають як фольклорного, так і літературного походження….
Скоромовка — невеликий твір, що часто складається з однієї фрази, побудований на поєднанні (повторенні) слів і звуків, ускладненому для вимови. Зазвичай має форму ритмізованої прози, іноді римованої. Побутує головним чином у дитячій аудиторії. Розважальність скоромовки сприяє реалізації практичних функцій розвитку мовних органів дитини.
Скоромовки споріднені із звуконаслідувальними творами, проте між ними є суттєва різниця: останні виникли на основі природного потягу людини до звуконаслідування, а отже, побудовані вони на копіюванні, наслідуванні природних інтонацій та звуків навколишнього світу. Навпаки, ігровий ефект скоромовок досягається завдяки навмисному утрудненню вимови певного тексту….

### Роль скоромовок
Скоромовки як фольклорний жанр відіграють в українському дитинознавстві такі функції:
- емоційно-вольова — формує в дитини любов до рідної мови, музики її фонем, бажання досягти вправності у вимові тих чи інших звуків, подолати певні перешкод наполегливою працею над удосконаленням свого мовного апарата;
- пізнавальна — дитина засвоює звуки рідної мови та свідомо оперує ними;
- практично-дійова — дитина удосконалює своє вміння правильно вимовляти слова і привчається слухати мову співбесідника, вести діалог;
- естетична — виховує у дитини почуття ритму, відчуття мови як явища космічного".

Наприклад:

| Ґава ґаву запитала: — Ти на ґанок не літала? — Не літала я на ґанок, То й проґавила сніданок. | Ніс Гриць горіх через поріг. Став на горіх, упав на поріг. | Біжать стежини Поміж ожини. І вже у Жені Ожина в жмені. |

## Лічилки
Лічилка — один із жанрів дитячого фольклору, римовані лаконічні вірші від п'яти до десяти (іноді — більше) рядків, призначені для розподілу ролей під час гри, послідовності участі в ній. Виконуються в чіткому ритмі.
Лічилки — невеликі віршовані твори, якими визначаються роль і місце у грі кожного з її учасників.
Лічилка — жанр дитячого фольклору. Лічилка має прикладне значення. Вона виконує функцію упорядкування, вибору та визначення дій учасника гри. При цьому перераховуються всі, хто бере участь у грі. Найчастіше лічилки бувають римованими з гумористичним змістом, а саме перерахування може бути завуальованим… Назва терміну походить від самої функції перерахування учасників гри та наявності в текстах числівників….
Як фольклорний жанр лічилки не переобтяжені художніми тропами та складністю структурного елементу, проте їх вирізняє з-поміж інших дитячих творів передусім наявність заключних рядків, характер яких безпосередньо залежить від особливостей та умов виконання. Ці нюанси, на думку фольклористів, не мають суттєвого значення для кінцевого результату лічби, а лише урізноманітнюють шлях до нього; вони є своєрідним орнаментом, що робить малюнок лічилки й саму дію ще яскравішими. У творах, де переважають беззмістовні слова, так звані «зауми», ці заключні рядки спонукають учасника гри до виходу з кола гравців, або вказують на необхідність жмуритись…
У кінцівках лічилок зустрічаються слова-символи «ключ», «ножиці, клац», «кльош», «цок», «клац»….

## Прозивалки
Найбільш імпровізованим жанром дитячої творчості є прозивалки — невеликі римовані твори, що є дитячою реакцією в момент сварки чи суперечки на якусь образу чи дію. Вони можуть супроводжуватись різними жестами, гримасами або й діями і є проявом безпосередності дитячого самовираження, її ставлення до іншої людини: гніву, незадоволення, ворожості, розпачу і таке інше.
Подібні до прозивалок дражнилки — ритмізовані словесні формули, якими діти виражають негативне ставлення до іншої дитини, пробуючи викликати в неї певну реакцію. Вони коротші, ніж прозивалки і не називають імені висміюваного, мають більш узагальнений характер.
Прозивалки виникали під час суперечки між дітьми як відповідь на образу, недоброзичливе ставлення, недооцінку чеснот, певні жести та гримаси, бажання самоствердитися через дошкульне слово, встановити справедливість, покарати кривдника, стати на захист справедливості чи зупинити хвалька-зазнайку.
На формування прозивалки як дитячого фольклорного жанру мали вирішальний вплив такі чинники:
- загальна культура соціуму, в якому розвивається та росте дитина;
- рівень сформованості моральних засад суспільства;
- рівень сміхової культури, її природа;
- інтелектуальний та духовний рівень дитини;
- уміння дитини спостерігати та імпровізувати за конкретних умов;
- наявність у лексиконі дитини стереотипних словесних формул, за допомогою яких можна скомпонувати прозивалку;
- етнічні традиції послуговування прозивалками у конкретних ситуаціях[6].

## Мирилки
Мирилки — це короткі віршовані твори, які говорять діти на знак примирення, за призначенням вони протилежні до прозивалок і використовуються з метою відновлення товариських стосунків.
За гіпотезою, витоки цього жанру треба шукати також у фольклорі та обрядовості дорослих, оскільки вони нагадують обряд так званого «кумування»… коли дівчата й хлопці парами або тільки дівчата завивали гілки на березі у вигляді кола, обнімаючись крізь нього…
Також в основі мирилок може бути християнська традиція просити прощення перед сповіддю у рідних та близьких чи тих, кого раніше образив, обдурив чи просто скривив душею" (Наталія Сивачук).

## Страшилки
Страшилки — короткі розповіді про страшні неймовірні події з рисами містики та фантастики, які розповідають діти ровесникам, щоб викликати в них страх. У страшилках збережено основні риси епічних жанрів. Оповідь, як правило, ведеться від третьої особи, розгортається простий сюжет з усіма його компонентами (подекуди кульмінація збігається з розв'язкою). Найпоширеніша тема — загадкова смерть чи вбивство, спричинені або викликані незвичайними обставинами чи речами, які пагубно впливають на людське життя. Основне в характері страшилок — таємничість, яка створюється передусім елементами пейзажу… і описом надприродних явищ… Ефект переляку досягається не лише за допомогою незвичайного, містичного змісту, але й формальними чинниками: повторами, ретардаціями і т. ін. Атмосфера нагнітається шляхом використання відповідних епітетів. У кольористиці переважають чорний і червоний — кольори смерті та крові; також вживаються інші означення — темна кімната, отруйна їжа, страшний чоловік. Події драматизуються екзотичними елементами побуту (карета з кучером, незвичайний інтер'єр, одяг)" (Зоряна Лановик, Мар'яна Лановик).